# Stockard Channing
Stockard Channing (New York, 1944. február 13. –) kétszeres Primetime Emmy-díjas és Tony-díjas amerikai színésznő. Leghíresebb szerepe Betty Rizzo volt a Grease című romantikus filmmusicalben John Travoltával és Olivia Newton-Johnnal. További elismerést vívott ki a Hatszoros ölelés című produkcióval a színpadon és a filmvásznon egyaránt, valamint többször jelölték Primetime Emmy-díjra Az elnök emberei című televíziós sorozatban nyújtott alakításáért, amiben a first ladyt játszotta.

## Élete
Susan Williams Antonia Stockard néven született 1944-ben, New Yorkban. Szülei, Lester Napier Stockard és Mary Alice. Édesapja kézbesítő cégnél dolgozott, testvére, Lesly Stockard Smith polgármester volt Floridában, Palm Beachen. Channing a Chapin iskolába járt, majd a Madeirára Virginia államban. Később beiratkozott a Radcliffe Egyetemre Massachusettsben, ahol történelmet és irodalmat hallgatott, majd 1965-ben lediplomázott.
Channing 1969-ben kezdte karrierjét az Off-Broadwayen az Adaptation/Next című színdarabban. A Broadwayre végül 1971-ben jutott be a Two Gentlemen of Verona című színművel. 1985-ben Tony-díjat nyert a Joe Egg című színdarabban nyújtott alakításával, később még hatszor jelölték a díjra. A legnagyobb színpadi alakításának a Hatszoros ölelést vélik. 2002-ben a Színpadi Hírességek Csarnokába is beválasztották.
1972-től Channing a televízióban is dolgozott, első szerepe a Szezám utca című gyermekműsorban volt. Ismertségét szituációs komédiákkal erősítette meg, mint a Stockard Channing in Just Friends 1979-ben vagy a Stockard Channing Show 1980-ban. Channinget Primetime Emmy-díjra jelölték a Visszhangok a sötétben, a Tökéletes tanú, Váratlan utazás, Az égből pottyant család, az Egy gyermek kálváriája és az Out of Practice című műsorokban vállalt szerepeiért. A legemlékezetesebb alakítása Amerika first ladyje Az elnök emberei című televíziós sorozatban volt, ahol az első két évadban visszatérő, majd a harmadik évadtól állandó szereplője volt a produkciónak. Channinget hatszor jelölték Emmy-díjra ebben a sorozatban.
2002-ben újabb Emmy-díjat nyert a The Matthew Shepart Story című televíziós filmben, 2004-ben pedig egy gyermekprogramért, a Jackért vihette haza a Daytime Emmy-díjat. 2012-től 2016-ig A férjem védelmében című televíziós sorozatban szerepelt, mint a női főszereplő édesanyja.

### A filmiparban
Channing első filmszerepe Kincs ez a nőben volt 1975-ben, amiben egy tehetős fiatal örökösnőt alakított Jack Nicholson és Warren Beatty mellett. Híressé 1978-ban vált, amikor megkapta Betty Rizzo szerepét a Grease című romantikus filmmusicalben John Travoltával és Olivia Newton-Johnnal a főszerepben. A színésznő a hangját is kölcsönözte a musical zenéjéhez. A nyolcvanas évektől Channing filmes karrierje nem volt túl biztató, ezért nagyobb figyelmet fordított a színháznak és a televíziónak.
1993-ban a Hatszoros ölelés filmadaptációjában is felbukkant, amiért Oscar-díjra jelölték. További filmszerepei még az Átkozott boszorkák Nicole Kidmannel és Sandra Bullockkal, az Elvált nők klubja, a Moll Flanders és az Élet vagy valami hasonló Angelina Jolie-val. 2003-ban szerepelt a Válás francia módra című filmben Kate Hudsonnal, Glenn Close-zal és Matthew Modine-nel.

## Filmográfia

### Színpadi szereplések
| Év      | Cím                           | Szerep               | Színház                                                                                    |
| ------- | ----------------------------- | -------------------- | ------------------------------------------------------------------------------------------ |
| 1969    | Adaptation/Next               | játékos (beugró)     | Greenwich Mews Theatre                                                                     |
| 1971–73 | Two Gentlemen of Verona       | Julia (beugró)       | St. James Theatre                                                                          |
| 1973    | No Hard Feelings              | Joanna Wilkins       | Martin Beck Theatre                                                                        |
| 1979–81 | They're Playing Our Song      | Sonia Walsk (beugró) | Imperial Theatre                                                                           |
| 1983    | The Lady and the Clarinet     | Luba                 | Lucille Lortel Theatre                                                                     |
| 1984    | The Rink                      | angyal (beugró)      | Martin Beck Theatre                                                                        |
| 1984    | The Golden Age                | Virginia             | Jack Lawrence Theatre                                                                      |
| 1985    | Joe Egg                       | Sheila               | Longacre Theatre                                                                           |
| 1985    | Tojás Joe halálának egy napja | Sheila               | Haft Theater                                                                               |
| 1986    | The House of Blue Leaves      | Bunny Flingus        | Mitzi E. Newhouse Theatre                                                                  |
| 1986–87 | The House of Blue Leaves      | Bunny Flingus        | Vivian Beaumont Theatre (1986. okt. 5-ig) Plymouth Theatre (1986. okt. 14-től)             |
| 1988    | Woman in Mind                 | Susan                | New York City Center                                                                       |
| 1989    | Love Letters                  | Melissa Gardner      | Promenade Theatre                                                                          |
| 1989–90 | Love Letters                  | Melissa Gardner      | Edison Theatre                                                                             |
| 1990    | Hatszoros ölelés              | Ouisa                | Mitzi E. Newhouse Theater                                                                  |
| 1990–92 | Hatszoros ölelés              | Ouisa                | Vivian Beaumont Theatre                                                                    |
| 1992    | Four Baboons Adoring the Sun  | Penny McKenzie       | Vivian Beaumont Theatre                                                                    |
| 1994    | Hapgood                       | Hapgood              | Mitzi E. Newhouse Theater                                                                  |
| 1997    | A kis rókák                   | Regina Giddens       | Vivian Beaumont Theatre                                                                    |
| 1999    | Az oroszlán télen             | Eleanor              | Criterion Center Stage Right                                                               |
| 2008–09 | Pal Joey                      | Vera Simpson         | Studio 54                                                                                  |
| 2011    | Other Desert Cities           | Polly Wyeth          | Mitzi E. Newhouse Theater                                                                  |
| 2011–12 | Other Desert Cities           | Polly Wyeth          | Booth Theatre                                                                              |
| 2012    | The Exonerated                | Sunny Jacobs         | Bleecker Street Theatre                                                                    |
| 2014–15 | It's Only a Play              | Virginia Noyes       | Gerald Schoenfeld Theatre (2015. jan. 18-ig) Bernard B. Jacobs Theatre (2015. jan. 23-tól) |
| 2018    | Apologia                      | Kristin Miller       | Laura Pels Theatre                                                                         |

### Filmek
| Év   | Cím                                    | Szerep                            | Magyar hangja                                                                 |
| ---- | -------------------------------------- | --------------------------------- | ----------------------------------------------------------------------------- |
| 1971 | A kórház                               | nővér                             | (nincs a stáblistán)                                                          |
| 1972 | Enyém, tied, miénk                     | Judy Stanley                      | (nincs a stáblistán)                                                          |
| 1973 | The Girl Most Likely to...             | Miriam Knight                     |                                                                               |
| 1975 | Kincs ez a nő                          | Freddie                           | Györgyi Anna                                                                  |
| 1976 | Sweet Revenge                          | Vurrla Kowsky                     |                                                                               |
| 1976 | A nagy busz                            | Kitty Baxter                      | Andresz Kati                                                                  |
| 1978 | Bohókás nyomozás                       | Bess                              | n.a                                                                           |
| 1978 | Grease                                 | Rizzo                             | 1. magyar változat (1994): Détár Enikő 2. magyar változat (1998): Náray Erika |
| 1979 | Silent Victory: The Kitty O'Neil Story | Kitty O'Neil                      |                                                                               |
| 1979 | The Fish That Saved Pittsburgh         | Mona Mondieu                      |                                                                               |
| 1982 | Table Settings                         | ?                                 |                                                                               |
| 1982 | Tragacsra fel!                         | J.J. Dalton                       | n.a                                                                           |
| 1983 | Without a Trace                        | Jocelyn Norris                    |                                                                               |
| 1985 | Not My Kid                             | Helen Bower                       |                                                                               |
| 1986 | Féltékenység                           | Julie                             | Szabó Éva                                                                     |
| 1986 | Férfiak klubja                         | Nancy                             | n.a                                                                           |
| 1987 | The Room Upstairs                      | Leah Lazenby                      |                                                                               |
| 1988 | A Time of Destiny                      | Margaret                          |                                                                               |
| 1988 | Tidy Endings                           | Marion                            |                                                                               |
| 1989 | Kisvárosi vagányok                     | Nancy Trainer                     | n.a                                                                           |
| 1989 | Tökéletes tanú                         | Liz Sapperstein                   | Györgyi Anna                                                                  |
| 1990 | Bogaras a családom                     | Jane Applegate                    | n.a                                                                           |
| 1991 | Aki kapja, marha!                      | Iris Morden                       | 1. magyar változat: Fehér Juli 2. magyar változat: Dudás Eszter               |
| 1992 | Keserű méz                             | Beverly                           | Báthory Orsolya                                                               |
| 1992 | Lincoln                                | Clara Harris hangja               |                                                                               |
| 1993 | Hatszoros ölelés                       | Ouisa                             | 1. magyar változat: Varga Éva 2. magyar változat: Pápai Erika                 |
| 1994 | David anyja                            | Bea                               | n.a                                                                           |
| 1995 | Füst                                   | Ruby McNutt                       | Jani Ildikó                                                                   |
| 1995 | Wong Foo, kösz mindent! – Julie Newmar | Carol Ann                         | Csere Ágnes                                                                   |
| 1996 | A hírek szerelmesei                    | Marcia McGrath                    | Csere Ágnes                                                                   |
| 1996 | Sivatagi játékok                       | Pen                               |                                                                               |
| 1996 | Lily Dale                              | Corella                           |                                                                               |
| 1996 | Moll Flanders                          | Mrs. Allworthy                    | Kútvölgyi Erzsébet                                                            |
| 1996 | Elvált nők klubja                      | Cynthia Swann Griffin             | n.a                                                                           |
| 1996 | Az ügyésznők                           | Ingrid Maynard                    | n.a                                                                           |
| 1996 | Az égből pottyant család               | Barbara Whitney                   | Vándor Éva                                                                    |
| 1998 | Rejtélyes alkony                       | Verna Hollander hadnagy           | 1. magyar változat: Kubik Anna 2. magyar változat: Kovács Nóra                |
| 1998 | An Unexpected Life                     | Barbara Whitney                   |                                                                               |
| 1998 | Lulu a hídon                           | Celia ügynökének hangja           | Várnagy Katalin                                                               |
| 1998 | Egy gyermek kálváriája                 | Rachel                            | n.a                                                                           |
| 1998 | Átkozott boszorkák                     | Frances néni                      | Tóth Judit                                                                    |
| 1999 | The Venice Project                     | Chandra Chase                     |                                                                               |
| 2000 | Other Voices                           | Dr. Grover                        |                                                                               |
| 2000 | Hát nem édes?                          | Florence Maybelle                 | n.a                                                                           |
| 2000 | Ahol a szív lakik                      | Husband nővér                     | Farkasinszky Edit                                                             |
| 2000 | Az igazat Jane-ről                     | Janice                            | n.a                                                                           |
| 2001 | Bosszúálló nők                         | Julie Styron                      | n.a                                                                           |
| 2001 | Női titkok                             | Dr. Beth Noonan                   | Vándor Éva                                                                    |
| 2001 | Billie kontra Bobby                    | narrátor                          | (nincs a stáblistán)                                                          |
| 2002 | The Matthew Shepard Story              | Judy Shepard                      |                                                                               |
| 2002 | Élet vagy valami hasonló               | Deborah Connors                   | Tóth Judit                                                                    |
| 2003 | A vörös ajtó titka                     | Julia                             | n.a                                                                           |
| 2003 | Fiatalság, bolondság                   | Mrs. Melrose Ape                  | n.a                                                                           |
| 2003 | Válás francia módra                    | Margeeve Walker                   | Tóth Judit                                                                    |
| 2003 | Csak az a szex                         | Paula Chase                       | Andresz Kati                                                                  |
| 2003 | A szívtipró zenész                     | Lily Kilworth                     | n.a                                                                           |
| 2004 | Jack                                   | Anne                              |                                                                               |
| 2005 | Kutyátlanok kíméljenek                 | Dolly                             | Horváth Zsuzsa                                                                |
| 2005 | Három tű                               | Olive Cowie, a pornószínész anyja | n.a                                                                           |
| 2005 | Red Mercury                            | Penelope                          |                                                                               |
| 2007 | Dugámba dőltem                         | Sheila                            | Kiss Erika                                                                    |
| 2010 | Multiple Sarcasms                      | Pamela                            |                                                                               |
| 2010 | Máris hiányzol!                        | Vivian Claremont                  | Andresz Kati                                                                  |
| 2011 | 17th Precinct                          | Mira Barkley őrmester             |                                                                               |
| 2012 | Family Trap                            | Barbara                           |                                                                               |
| 2013 | Pulling Strings                        | Virginia                          |                                                                               |
| 2016 | Me & Mean Margaret                     | Margaret                          |                                                                               |
| 2021 | Death to 2021                          | Penn Parker                       |                                                                               |
| 2022 | Angry Neighbours                       | Chloe                             |                                                                               |

### Televíziós sorozatok
| Év        | Cím                               | Szerep (zárójelben az évad (S) és/vagy epizód (E) száma) |
| --------- | --------------------------------- | -------------------------------------------------------- |
| 1972–88   | Szezám utca                       | az őrült festő áldozata                                  |
| 1973      | Love, American Style              | Marsha Sue (S5E08)                                       |
| 1974      | Medical Center                    | Shirley (S5E19)                                          |
| 1977      | Lucan                             | Mickey MacElwaine (S1E00)                                |
| 1979      | Stockard Channing in Just Friends | Susan Hughes                                             |
| 1980      | The Stockard Channing Show        | Susan Goodenow                                           |
| 1987      | Visszhangok a sötétben            | Susan Reinert                                            |
| 1989      | Trying Times                      | Hilda Bundt (S2E04)                                      |
| 1994      | Váratlan utazás                   | Viola Elliot (S5E12 és E13)                              |
| 1997      | American Masters                  | narrátor (S11E03)                                        |
| 1997      | Texas királyai                    | Mrs. Holloway hangja (S2E09)                             |
| 1999–2000 | Batman of the Future              | Barbara Gordon hangja                                    |
| 1999–2006 | Az elnök emberei                  | Abbey Bartlet                                            |
| 2002      | The Wonderful World of Disney     | Margarethe Fisher Van Den Meer (S44E08)                  |
| 2003      | Hitler – A sátán felemelkedése    | Klara Hitler                                             |
| 2003      | Unsolved History                  | narrátor (S2E07)                                         |
| 2005–06   | Out of Practice                   | Dr. Lydia Barnes                                         |
| 2009      | A Cleveland-show                  | Lydia Waterman (S1E09)                                   |
| 2012–16   | A férjem védelmében               | Veronica Loy                                             |
| 2016      | Laura rejtélyei                   | Brenda Phillips (S2E10 és E11)                           |
| 2017      | Városi legendák                   | Elizabeth Taylor (S1E06)                                 |
| 2017      | Difficult People                  | Bonnie Kessler (S3E01)                                   |
| 2017      | The Guest Book                    | Jill (S1E02 és E10)                                      |
| 2021      | The Pack Podcast                  | Helen (hangja) (S2E16)                                   |

## Fontosabb díjak és jelölések
| Cím                          | Díj                                                                                       | Eredmény |
| ---------------------------- | ----------------------------------------------------------------------------------------- | -------- |
| Filmek és tévésorozatok      |                                                                                           |          |
| Kincs ez a nő                | Golden Globe-díj a legjobb új színésznőnek                                                | Jelölve  |
| Visszhangok a sötétben       | Primetime Emmy-díj a legjobb női mellékszereplőnek (televíziós minisorozat vagy tévéfilm) | Jelölve  |
| Tökéletes tanú               | Primetime Emmy-díj a legjobb női mellékszereplőnek (televíziós minisorozat vagy tévéfilm) | Jelölve  |
| Váratlan utazás              | Primetime Emmy-díj a legjobb vendégszínésznőnek (drámasorozat)                            | Jelölve  |
| Füst                         | Screen Actors Guild-díj a legjobb női mellékszereplőnek                                   | Jelölve  |
| Hatszoros ölelés             | Golden Globe-díj a legjobb női főszereplőnek – filmmusical vagy vígjáték                  | Jelölve  |
| Hatszoros ölelés             | Oscar-díj a legjobb női főszereplőnek                                                     | Jelölve  |
| Az égből pottyant család     | Primetime Emmy-díj a legjobb női főszereplőnek (televíziós minisorozat vagy tévéfilm)     | Jelölve  |
| Az égből pottyant család     | Screen Actors Guild-díj a legjobb színésznőnek (minisorozat vagy tévéfilm)                | Jelölve  |
| Egy gyermek kálváriája       | Golden Globe-díj a legjobb női főszereplőnek (minisorozat vagy tévéfilm)                  | Jelölve  |
| Egy gyermek kálváriája       | Primetime Emmy-díj a legjobb női főszereplőnek (televíziós minisorozat vagy tévéfilm)     | Jelölve  |
| Egy gyermek kálváriája       | Screen Actors Guild-díj a legjobb színésznőnek (minisorozat vagy tévéfilm)                | Jelölve  |
| Az elnök emberei             | 2000: Primetime Emmy-díj a legjobb női mellékszereplőnek (drámasorozat)                   | Jelölve  |
| Az elnök emberei             | 2001: Primetime Emmy-díj a legjobb női mellékszereplőnek (drámasorozat)                   | Jelölve  |
| Az elnök emberei             | 2002: Primetime Emmy-díj a legjobb női mellékszereplőnek (drámasorozat)                   | Elnyerte |
| Az elnök emberei             | 2002: Screen Actors Guild-díj a legjobb színésznőnek (drámasorozat)                       | Jelölve  |
| Az elnök emberei             | 2002: Screen Actors Guild-díj a legjobb szereplőgárdának (drámasorozat)                   | Elnyerte |
| Az elnök emberei             | 2003: Primetime Emmy-díj a legjobb női mellékszereplőnek (drámasorozat)                   | Jelölve  |
| Az elnök emberei             | 2003: Screen Actors Guild-díj a legjobb szereplőgárdának (drámasorozat)                   | Jelölve  |
| Az elnök emberei             | 2004: Primetime Emmy-díj a legjobb női mellékszereplőnek (drámasorozat)                   | Jelölve  |
| Az elnök emberei             | 2004: Screen Actors Guild-díj a legjobb színésznőnek (drámasorozat)                       | Jelölve  |
| Az elnök emberei             | 2004: Screen Actors Guild-díj a legjobb szereplőgárdának (drámasorozat)                   | Jelölve  |
| Az elnök emberei             | 2005: Primetime Emmy-díj a legjobb női mellékszereplőnek (drámasorozat)                   | Jelölve  |
| Az elnök emberei             | 2005: Screen Actors Guild-díj a legjobb szereplőgárdának (drámasorozat)                   | Jelölve  |
| Az igazat Jane-ről           | Screen Actors Guild-díj a legjobb színésznőnek (minisorozat vagy tévéfilm)                | Jelölve  |
| The Matthew Shepard Story    | Primetime Emmy-díj a legjobb női mellékszereplőnek (televíziós minisorozat vagy tévéfilm) | Elnyerte |
| The Matthew Shepard Story    | Screen Actors Guild-díj a legjobb színésznőnek (minisorozat vagy tévéfilm)                | Elnyerte |
| Jack                         | Daytime Emmy-díj a legjobb előadónak családi tévéfilmben                                  | Elnyerte |
| Out of Practice              | Primetime Emmy-díj a legjobb női főszereplőnek (vígjátéksorozat)                          | Jelölve  |
| Színpadi szerepek            |                                                                                           |          |
| Joe Egg                      | Tony-díj a legjobb női főszereplőnek színdarabban                                         | Elnyerte |
| The House of Blue Leaves     | Tony-díj a legjobb női mellékszereplőnek színdarabban                                     | Jelölve  |
| Hatszoros ölelés             | Tony-díj a legjobb női főszereplőnek színdarabban                                         | Jelölve  |
| Four Baboons Adoring The Sun | Tony-díj a legjobb női főszereplőnek színdarabban                                         | Jelölve  |
| Az oroszlán télen            | Tony-díj a legjobb női főszereplőnek színdarabban                                         | Jelölve  |
| Pal Joey                     | Tony-díj a legjobb női főszereplőnek musicalben                                           | Jelölve  |
| Other Desert Cities          | Tony-díj a legjobb női főszereplőnek színdarabban                                         | Jelölve  |

## További információ
- Stockard Channing a PORT.hu-n (magyarul)
- Stockard Channing az Internetes Szinkronadatbázisban (magyarul)
- Stockard Channing az Internet Movie Database-ben (angolul)
- Stockard Channing a Rotten Tomatoeson (angolul)